# Ella Zellerová
Ella Zellerová (26. listopadu 1933 Nová Moldava – 8. března 2025) byla rumunská stolní tenistka a později trenérka. 
Měla rodinné kořeny v etnické skupině Banátských Švábů. Věnovala se házené a volejbalu, na stolní tenis se zaměřila ve třinácti letech v temešvárském oddíle RGMT. Pak odešla do Bukurešti, kdy byla členkou klubu Voinţa a studovala Institut tělesné kultury. Jako sedmnáctiletá debutovala v reprezentaci. Šestkrát se stala mistryní světa – čtyřikrát v soutěži družstev (1951, 1953, 1955 a 1956) a dvakrát ve čtyřhře s Angelicou Rozeanuovou (1955 a 1956). Ve dvouhře získala na světovém šampionátu třikrát bronzovou medaili (1956, 1957 a 1963). V roce 1958 vyhrála spolu s Rozeanuovou mistrovství Evropy ve stolním tenise ve čtyřhře. Získala také 31 titulů mistryně Rumunska a sedmkrát vyhrála mistrovství Balkánu.
Po ukončení hráčské kariéry se stala trenérkou, funkcionářkou a autorkou odborné literatury. Dvaadvacet let vedla rumunskou reprezentaci stolních tenistek a v letech 1988 až 1992 byla místopředsedkyní Evropské unie stolního tenisu.
Po sňatku s Danem Constantinescuem začala používat jeho příjmení. Od roku 1989 žije v německém městě Hanau. V roce 1995 byla uvedena do Síně slávy Mezinárodní federace stolního tenisu a v roce 2015 do Síně slávy evropského stolního tenisu. Byl jí také udělen rumunský Kříž za věrnou službu.